# Stoibadeion
O Stoibadeion (em grego clássico: Στοιβαδείον; romaniz.: Stoibadeion) é um templo dedicado a Dioniso localizado na ilha grega de Delos. Suas ruínas fazem parte do sítio arqueológico de Delos, declarado Patrimônio Mundial pela UNESCO.

## Descrição

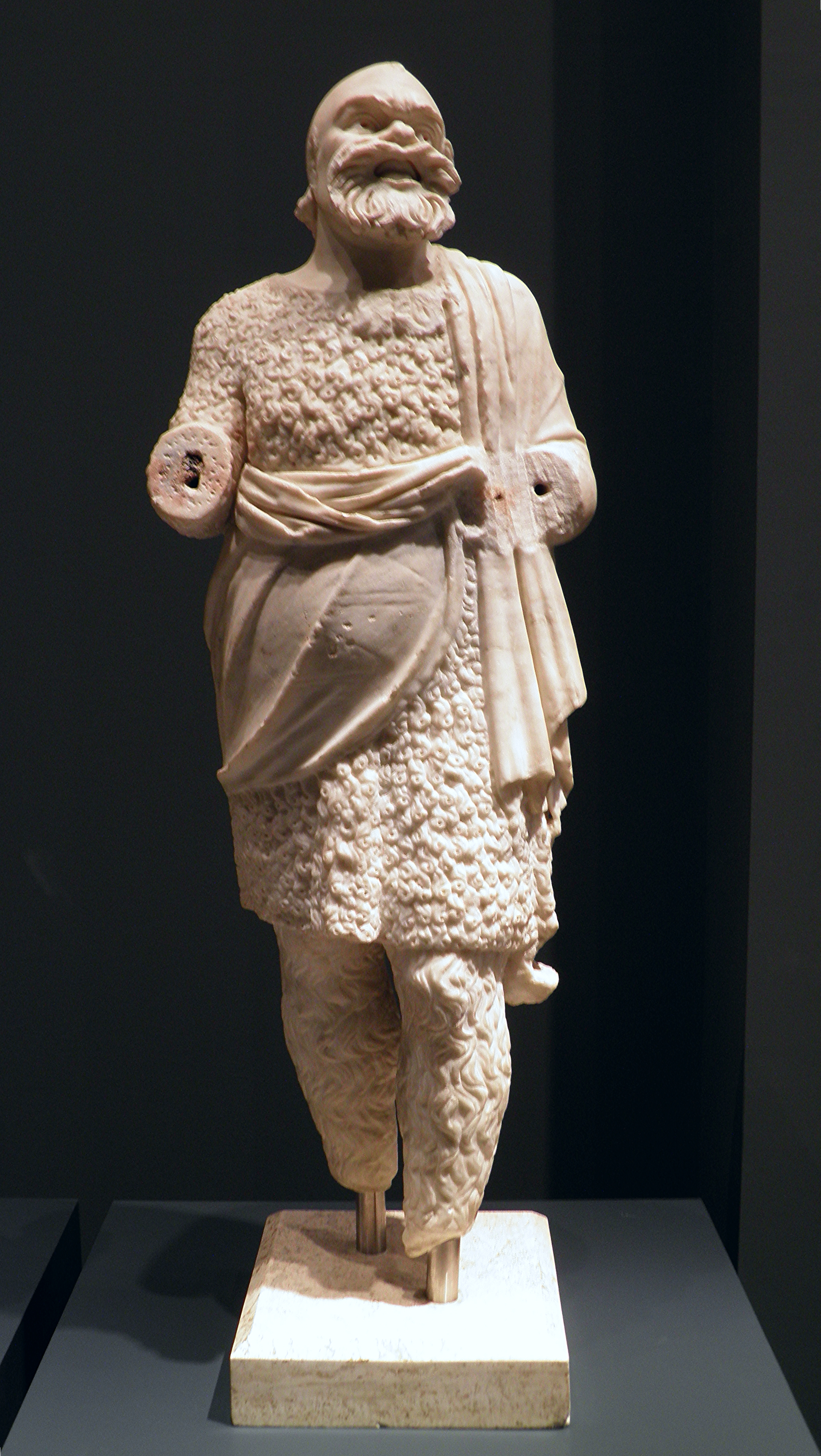
Estátua de um ator guiado pelo Pai Sinelo (Paposileno) encontrada na villa romana da Torre Astura

Foi construído por fases durante o período helenístico, por volta de 300–100 a.C. O Stoibadeion contém uma plataforma retangular contendo uma estátua de Dioniso, ladeada por dois atores representando Paposilenos. Estas esculturas se encontram agora no Museu Arqueológico de Delos para sua proteção.
Dois pilares, um de cada lado da plataforma, cada um sustentava um enorme falo, como símbolo de Dioniso. Ambos os falos estão quebrados. O pilar sul é decorado com cenas em relevo de um círculo dionisíaco. Três lados do pilar sul têm representações em relevo: a cena central mostra um galo cuja cabeça e pescoço são alongados em um falo; de cada lado, há grupos contendo Dionísio e uma Mênade, com um pequeno Sileno de um lado e uma figura de Pã do outro. O pilar sul traz uma inscrição de que foi erguido por volta de 300 a.C. por um deliano chamado Carystios em comemoração a uma apresentação teatral vitoriosa que ele patrocinou.